# Acidente do helicóptero Sikorsky S-76 prefixo N72EX em 2020

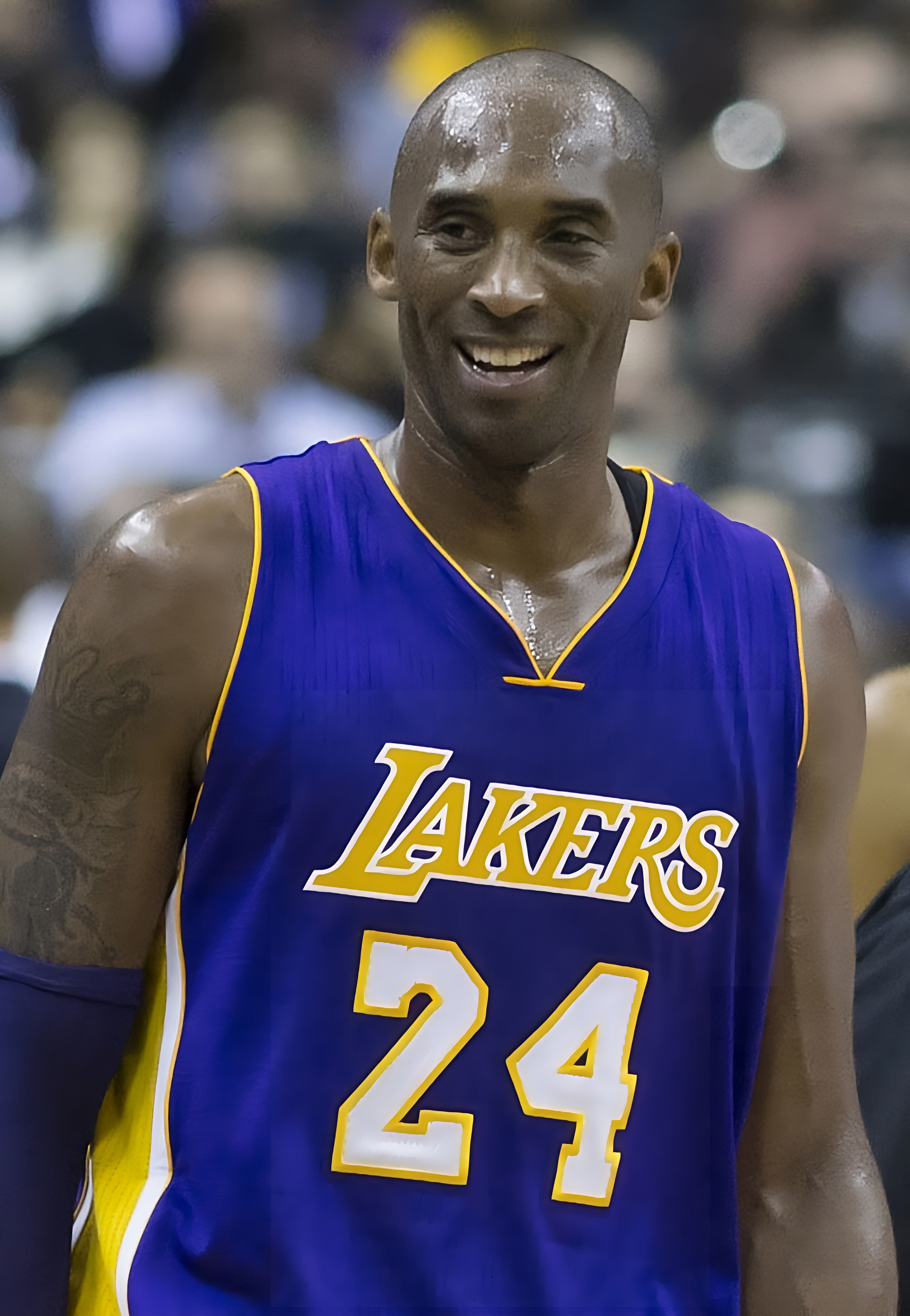
Kobe Bryant, uma das vítimas do acidente.

O acidente do helicóptero Sikorsky S-76 prefixo N72EX em 2020 relaciona-se ao fato ocorrido em 26 de janeiro de 2020, quando um helicóptero caiu nos arredores de Calabasas, Los Angeles, EUA. O acidente vitimou nove pessoas, dentre elas o ex-jogador da NBA Kobe Bryant e uma de suas filhas, Gianna Bryant. O acidente ocorreu às 9h47min do horário de Los Angeles. 

## Aeronave
A aeronave foi fabricada pela Sikorsky, modelo S-76B, em 1991 e possuía o prefixo N72EX. O modelo é considerado um dos mais seguros do mundo, sendo utilizado por inúmeras organizações militares e cíveis. A aeronave pertencia ao próprio Kobe, porém, o operador segundo a Administração Federal de Aviação era a Island Express Holdings Inc.

## O acidente
Às 9h06min (UTC−8) de 26 de janeiro de 2020, o ex-jogador Kobe Bryant, sua filha Gianna e outras sete pessoas partiram do Aeroporto John Wayne, localizado no Condado de Orange, Califórnia na aeronave Sikorsky S-76B, que pertencia a Bryant com destino a Thousand Oaks, localizado no Condado de Ventura.
O helicóptero caiu por volta de 9h47min (UTC−8) em Calabasas, Califórnia, incendiando-se logo em seguida. O Corpo de Bombeiros do Condado de Los Angeles foi chamado para controlar as chamas, que foram extintas às 10h30min (UTC−8). Todas as nove pessoas a bordo morreram na queda.